# Биржевой спуск (Таганрог)
Биржевой спуск — улица в Таганроге, один из старейших спусков к морю. Устроен в 1776 году.

## География
Биржевой спуск начинается от Греческой улицы, напротив Таганрогского драматического театра им. А. П. Чехова, и спускается до соединения с улицей адмирала Крюйса.

## История
Биржевой спуск, являясь одним из старейших в Таганроге спусков к морю, был устроен в 1776 году.
Первоначально начинался от Греческой улицы напротив нынешнего Мечниковского переулка и проходил по крутому обрыву. Чтобы сделать его более пологим, в начале XIX века спуск перестроили, перенеся его в сторону Полугорки, где он и находится в настоящее время.
Биржевой спуск долгие годы являлся основной дорогой для перевозки грузов из гавани, поэтому первое его название — Купеческий спуск. После строительства в 1824 году на берегу таможни спуск стали называть Таможенным, а с развитием бирж (Купеческой, Лесной, и др.) спуск стали именовать Биржевым.
Впервые спуск был замощён в 1829 году, перемощён твёрдым камнем в 1894 году.
После того, как за городским садом был устроен ещё один проезд к биржам, который называли Мало-Биржевым спуском, его стали называть Большим Биржевым.
Известны ещё два названия спуска, которые, однако, не прижились. В 1853 году его переименовали в Ливеновский в честь бывшего градоначальника А. К. Ливена. В начале 1910-х спуск называли Ваксовским по фамилии владельца находившегося внизу маслобойного завода М. И. Ваксова.
В советское время ему вернули название Большой Биржевой, а затем просто Биржевой.

## Спуски Таганрога
В связи с особенностями расположения Таганрога наверху мыса, имеющего почти везде крутые склоны, к тому же с глинистым грунтом, сообщение с морем и побережьем могло осуществляться только посредство устройства специальных спусков (съездов). За всю историю Таганрога было построено семь спусков: Биржевой, Градоначальнический, Дуровский, Кампенгаузенский, Комсомольский, Мало-Биржевой, Флагманский, носившие в различные периоды разные названия.

## На Биржевом спуске расположены
- Завод «Виброприбор» — Биржевой спуск, 8.